# VG-4.2
La Vía de Alta Capacidad Salida 7 de AG-41-Cambados es una vía para automóviles de la Junta de Galicia que transcurre entre Coutos y Cambados, diseñada como una carretera limitada a 90 km/h para ser una vía de corta distancia y de poca Intensidad media diaria (IMD). No cumplen los estándares de doble calzada (autovía), ni esta previstada para la duplicación de esta dicha vía. La longitud de este tramo es de 4,5 kilómetros.
Fue inaugurado en 1997 como vía para automóviles mas antigua de Galicia aparte de los corredores gallegos. Permitiendo para atravesar a Cambados y descongestionar el tráfico de la carretera autonómica PO-300 desde el Nudo de Curro como ramal directo desde la autovía AG-41 a Cambados con el ahorro de unos 11,6 kilómetros de rodeo a través de varias travesías como Mosteiro, Portaris, Piñeirón o el polígono industrial de Salnés.

## Tramos
| Denominación | Tramo                                        | Kilómetros | Año servicio |
| ------------ | -------------------------------------------- | ---------- | ------------ |
| VG-4.2       | AG-41 Coutos - VG-4.3 PO-550 PO-300 Cambados | 4,7        | 1997         |

## Salidas
| Velocidad | Esquema | Salida | Sentido Cambados (VG-4.3) | Carriles | Sentido Coutos (AG-41) | Carretera            | Notas |
| --------- | ------- | ------ | --- | -------- | --- | -------------------- | ----- |
|           |         |        | Comienzo de Vía de Alta Capacidad Salida 7 de AG-41-Cambados VG-4.2 Procede de: AG-41 Coutos                                                                                         |          | Fin de Vía de Alta Capacidad Salida 7 de AG-41-Cambados VG-4.2 Incorporación final AG-41 Dirección final: AG-41 Pontevedra Santiago de Compostela E-1 AP-9 EP-9405 Armenteira Meis AG-41 Sangenjo El Grove | AG-41                |       |
|           |         |        | EP-9305 PO-550 Dena Xil EP-9305 Barrantes Monte de Castro |          | EP-9305 Barrantes Monte de Castro EP-9305 PO-550 Dena Xil |                      |       |
|           |         |        | río Umia 80 metros |          | río Umia 80 metros |                      |       |
|           |         |        | |          | Estación de servicio STAROIL Arosa |                      |       |
|           |         |        | Fin de Vía de Alta Capacidad Salida 7 de AG-41-Cambados VG-4.2 Dirección final: PO-550 Cambados VG-4.3 Villanueva de Arosa Isla de Arosa Villagarcía de Arosa PO-300 Mosteiro Salnés |          | Inicio de Vía de Alta Capacidad Salida 7 de AG-41-Cambados VG-4.2 Procede de: VG-4.3 PO-550 PO-300 Cambados                                                                                                | VG-4.3 PO-550 PO-300 |       |